# Isa Feu
Isa Feu, nascuda com a Maria Lluïsa Barraquer Feu (Barcelona, 7 de desembre de 1956) és una artista, dibuixant, il·lustradora, guionista, historietista i metge catalana.
Metge de professió, ha estat considerada una pionera en el món dels còmics, on es convertí en una de les renovadores del còmic barceloní. Fou membre del col·lectiu El Rrollo enmascarado i col·laboradora de la revista El Víbora. Posteriorment, es dedicà a la pintura. Va ser esposa del també autor de còmics Roger Subirachs i Burgaya. Ha altermat col·laboracions en premsa, amb una creixent obra artística a diferents fires i exposicions. El 1974 edita el De Quomic juntament a Roger Subirachs i Antonio López Pàmies.